# Pseudicius okinawaensis
Pseudicius okinawaensis (Japans:オキナワハエトリ, Okinawa-haetori) is een spinnensoort uit de familie springspinnen (Salticidae). De soort komt voor in Okinawa.